# أنجيلا أندريولي
أنجيلا أندريولي (ولدت في 6 يونيو 2006) هي لاعبة جمباز فني إيطالية، كانت عضوًا في الفريق التاريخي الذي فاز بالميدالية الفضية في الألعاب الأولمبية 2024. بالإضافة إلى ذلك، كانت عضوة ضمن الفريق الفائزة في الميدالية الذهبية في ألعاب البحر الأبيض المتوسط 2022، وبطولة أوروبا 2022، وبطولة أوروبا 2024. على المستوى الفردي حصلت على الميدالية البرونزية في دورة ألعاب البحر الأبيض المتوسط 2022 في القفز وكذلك الحائزة على الميدالية البرونزية الأوروبية في عامي 2022 و2024 في حركات الأرضية.
في الألعاب الأولمبية 2024، ساعدت أندريولي إيطاليا في التأهل إلى نهائي، حيث انهى الفريق المسابقة في المركز الثاني. ساهمت أندريولي خلال نهائي الفريق، بنتيجة في القفز وعارضة التوازن وحركات الأرضية نحو وصول إيطاليا للمركز الثاني، وتعادل أعلى مركز لفريق إيطاليا الأولمبي، آخر مرة فازت فيها السيدات الإيطاليات بميدالية أولمبية للفرق كانت قبل 96 عامًا في الألعاب الأولمبية لعام 1928.